# Kostel svatého Martina (Kralice nad Oslavou)
Kostel svatého Martina je filiální kostel v římskokatolické farnosti Jinošov, nachází se na Martinské ulici v centru obce Kralice nad Oslavou. Kostel se nachází v těsné blízkosti památníku Bible Kralické. Kostel je jednolodní stavbou s hranolovou věží na čelní straně, stojí uprostřed ohrazeného hřbitova. Nedaleko kostela je umístěna středověká kamenná křtitelnice. Kostel je společně s blízkou věží chráněn jako kulturní památka České republiky.
Součástí kostela jsou vzácné malby, dochovala se jen malá část. Mezi malbami je ilustrace korunování Panny Marie, postava biřice a výjev z legendy o svatém Martinovi. Součástí kostela je i několik náhrobních kamenů, kromě jiných také náhrobní kámen Jindřicha Kralického z Kralic.

## Historie
Kostel byl postaven snad v 11. století, a o dvě století později byl rozšířen o loď s presbytářem a věží. Dle jiných zdrojů však původně měl být kostel vystavěn kolem 20. let 13. století, nicméně snad měl být dle průzkumů v roce 1995 měl být postaven až ve 2. čtvrtině 14. století. Ve studii se však uvádí, že na současném místě kostela stávala starší svatyně, snad z 11. století. Kolem roku 1300 byl vyzdoben nástěnnými malbami, ty se však téměř nedochovaly, zůstaly pouze v závěru presbytáře. Poprvé byl písemně zmíněn v roce 1345. V době církevních reforem kostel přešel do rukou církve bratrské, bratrská církev v Kralicích byla zmíněna již v 16. století. Snad v první třetině 16. století došlo k zaklenutí původně plochostropé lodi. Později, již jako součást farnosti v Mohelně se kostel opět stal součástí římskokatolické církve, bylo tomu v roce 1622, v roce 1785 pak byl přifařen pod farnost Jinošovskou. V roce 1856 byl kostel poškozen úderem blesku, byla poničena střecha kostela a až následujícího roku byla opravena a pokryta taškami. Kostel byl výrazně rekonstruován v letech 1901 a 1902, kostel byl nově vydlážděn, vymalován a získal nový hlavní oltář. Také byl probourán nový vchod na jižní straně kostela. Při téže opravě byly nalezeny zmíněné malby.
V letech 1956 a 1957 byla provedena rekonstrukce interiéru, kdy došlo primárně ke konzervaci interiéru.